# Oleksandra Goretska
Oleksandra Goretska (tiếng Ukraina: Горецька Олександра Сергіївна, sinh năm 2008) là vận động viên bơi nghệ thuật người Ukraina.